# Dendrobium flexicaule
Dendrobium flexicaule là một loài thực vật có hoa trong họ Lan. Loài này được Z.H.Tsi, S.C.Sun & L.G.Xu mô tả khoa học đầu tiên năm 1986.